# Luis Jiménez y Aranda

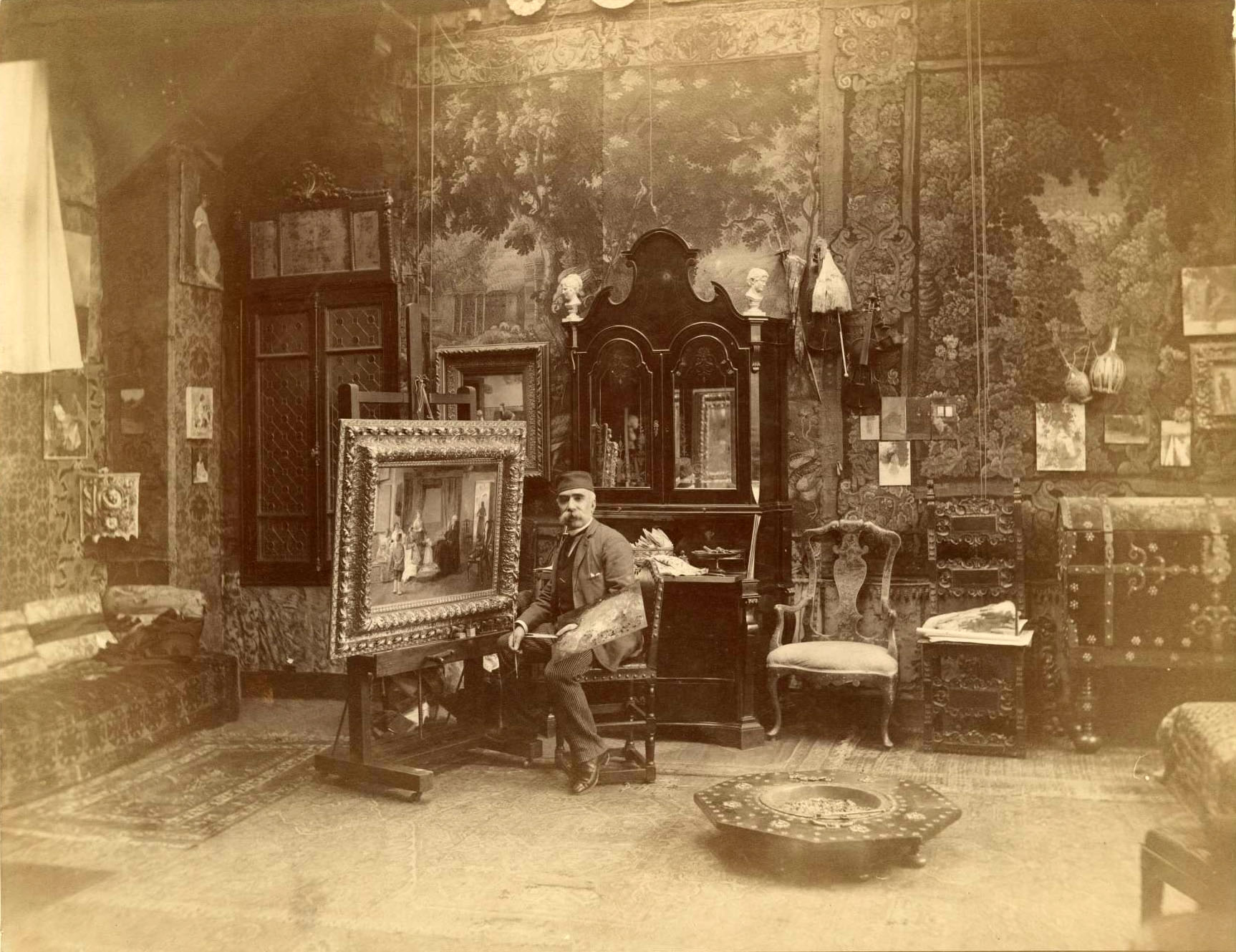
Luis Jiménez Aranda in zijn atelier, 1885-1890, Frick Collection, New York

Luis Jiménez y Aranda (Sevilla, 21 juni 1845 – Pontoise, 1928) was een Spaans kunstschilder die voornamelijk actief was in Frankrijk.

## Biografie
Hij kreeg zijn eerste lessen in de schilderkunst van zijn oudere broer José Jiménez Aranda en studeerde daarna bij Eduardo Cano en Antonio Cabral y Bejarano aan de kunstacademie van Sevilla. Gedurende zijn periode in Sevilla werkte hij nauw samen met zijn broer José en met Manuel Cabral Bejarano (1827-1891), de zoon van zijn leraar aan de academie. In 1864 nam hij voor het eerst deel aan een nationale kunsttentoonstelling met zijn werk Columbus die de ontdekking van de Nieuwe Wereld voorstelt aan de Katholieke Koningen, een van de weinige historische werken die hij maakte.
In juni 1868 vertrok hij naar Rome met een stipendium, verleend door een stadsgenoot uit de gegoede klasse, die hem gedurende vier jaar 15 duros (of 75 pesetas) per maand betaalde. Als tegenprestatie moest Luis vier schilderijen voor hem maken. Hij bleef bijna tien jaar in Rome (tot 1876) en woonde er samen met zijn vrienden José Villegas Cordero en Peralta del Campo, twee Andalusische schilders. Samen volgden ze de lessen aan de Accademia Chigi en werkten ze mee in het atelier van Eduardo Rosales, een Madrileense schilder. Rosales schilderde in de ciocciarastijl, die het landelijke leven in de gelijknamige streek romantisch verheerlijkte. Dit romantiserende vinden we terug in het latere werk van Luis Jiménez Aranda in Pontoise.

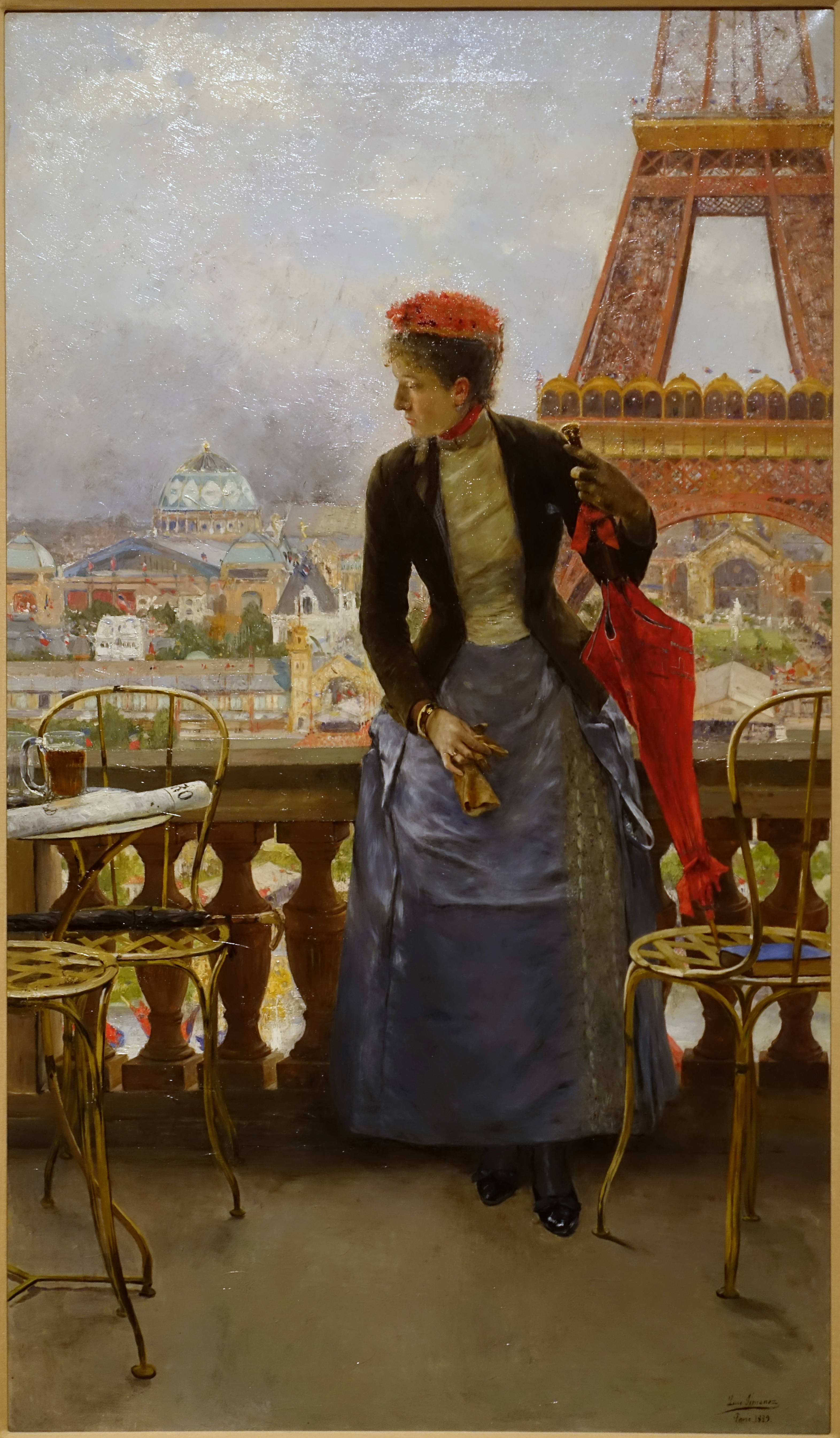
Dame op de Parijse wereldtentoonstelling, 1889, Meadows Museum, Kansas TX

In 1876 verhuisde hij naar Parijs waar hij een atelier inrichtte in de rue Boissonade, tussen de boulevard Raspail en de boulevard du Montparnasse. In 1874 was hij al in contact gekomen met de kunsthandelaar Adolphe Goupil met wie hij bleef samenwerken tijdens zijn verblijf in de Franse hoofdstad. In 1877 werd hij Frans staatsburger en nam hij deel aan de artistieke kringen in Parijs. Hij nam regelmatig deel aan de Parijse salons. Met zijn werk Un Patio en Sevilla: Escena de Familia scoorde hij heel goed op het Parijse salon van 1878. In 1889 had hij ook een bijzonder succes met zijn werk Dame op de Parijse wereldtentoonstelling en vooral met zijn Kamer in een ziekenhuis bij het bezoek van de hoofdgeneesheer dat een mijlpaal was in de stijl van het sociale realisme. Gedurende zijn tijd in Parijs werkte Luis ook voor het Spaanse tijdschrift La illustración Espanola y Americana als een soort grafisch columnist. Hij illustreerde voor het Spaanse tijdschrift het moderne leven in Frankrijk en ging hiermee door tot zijn verhuizing naar Pontoise.

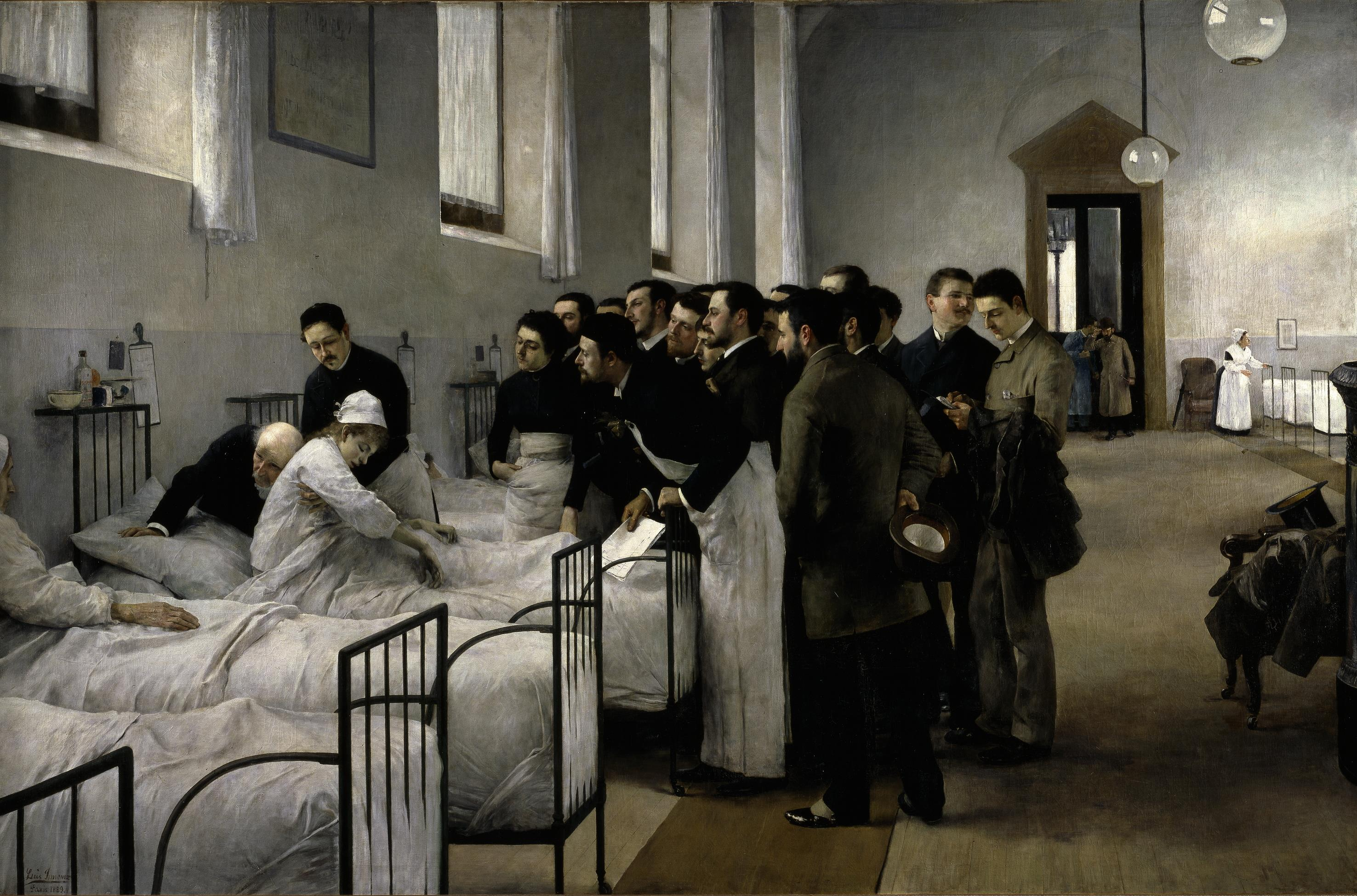
Kamer in een ziekenhuis bij het bezoek van de hoofdgeneesheer, 1889, Museo de Bellas Artes de Sevilla

In het begin van de twintigste eeuw ging Luis zich toeleggen op het plein-air schilderen en verhuisde hij naar Pontoise. Hij had in 1880 kennis gemaakt met zijn stadsgenoot Sánchez Perrier die naar Parijs gekomen was om zich vertrouwd te maken met de plein-air schilderkunst en de School van Barbizon te bestuderen, in het bijzonder het werk van Jean-Baptiste Camille Corot. Perrier werkte en stelde tentoon in het atelier van Luis Jiménez Aranda. Luis ging meer en meer in de stijl van de School van Barbizon werken en de invloed van Perrier op zijn werk is duidelijk merkbaar. Toen Perrier rond 1900 terug naar Spanje verhuisde, bleef hij nog regelmatig zijn vriend Luis bezoeken, die ondertussen naar Pontoise verhuisd was. Tot aan zijn dood in 1928 in Pontoise bleef Luis deze naturalistische stijl in zijn werk gebruiken.

## Stijl
De jonge schilder werkte in de klassieke stijl die onderwezen werd aan de academie. Toen hij in Rome was, werd hij beïnvloed door het werk in romantische stijl van Eduardo Rosales. Hij schilderde talrijke casacas, een soort portretten van geraffineerde figuren prachtig gekleed en weergegeven in een chic interieur in de stijl van de klassieke historische en religieuze schilderkunst. Daarnaast schilderde hij voornamelijk Spaans geïnspireerde genre stukken. 
Nadat hij zich gevestigd had in Parijs, verloor hij snel zijn interesse in Spaanse elementen en verschoof zijn kunst meer naar het Franse model van de toenmalige moderne kunst, evenwel zonder zich bij de avant-garde aan te sluiten. Hij zou evolueren naar het sociale realisme in de werken die hij maakte tijdens de laatste vijftien jaar in Parijs. Hij werd door de kunstcritici erkend als een opmerkelijk moderne Spaanse schilder in de voorlinie van de moderne schilderkunst in Parijs, maar werd na zijn dood zeer snel vergeten.
In zijn laatste periode in Pontoise schilderde hij meer naturalistisch, zelfs impressionistisch en zien we in zijn werk de moderne kunstenaar die de artistieke uitdagingen van zijn tijd behandelde.

## Werken

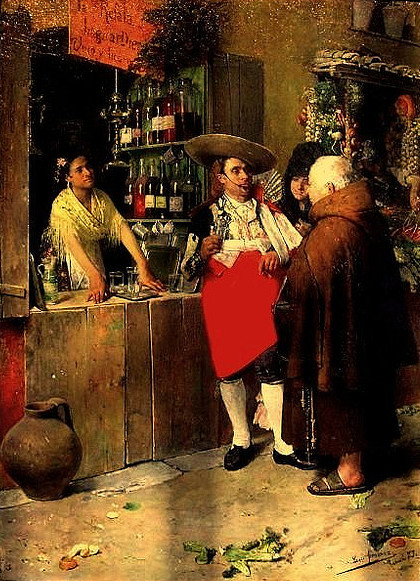
Estaminet andalou, 1873, Drexel University, Philadelphia
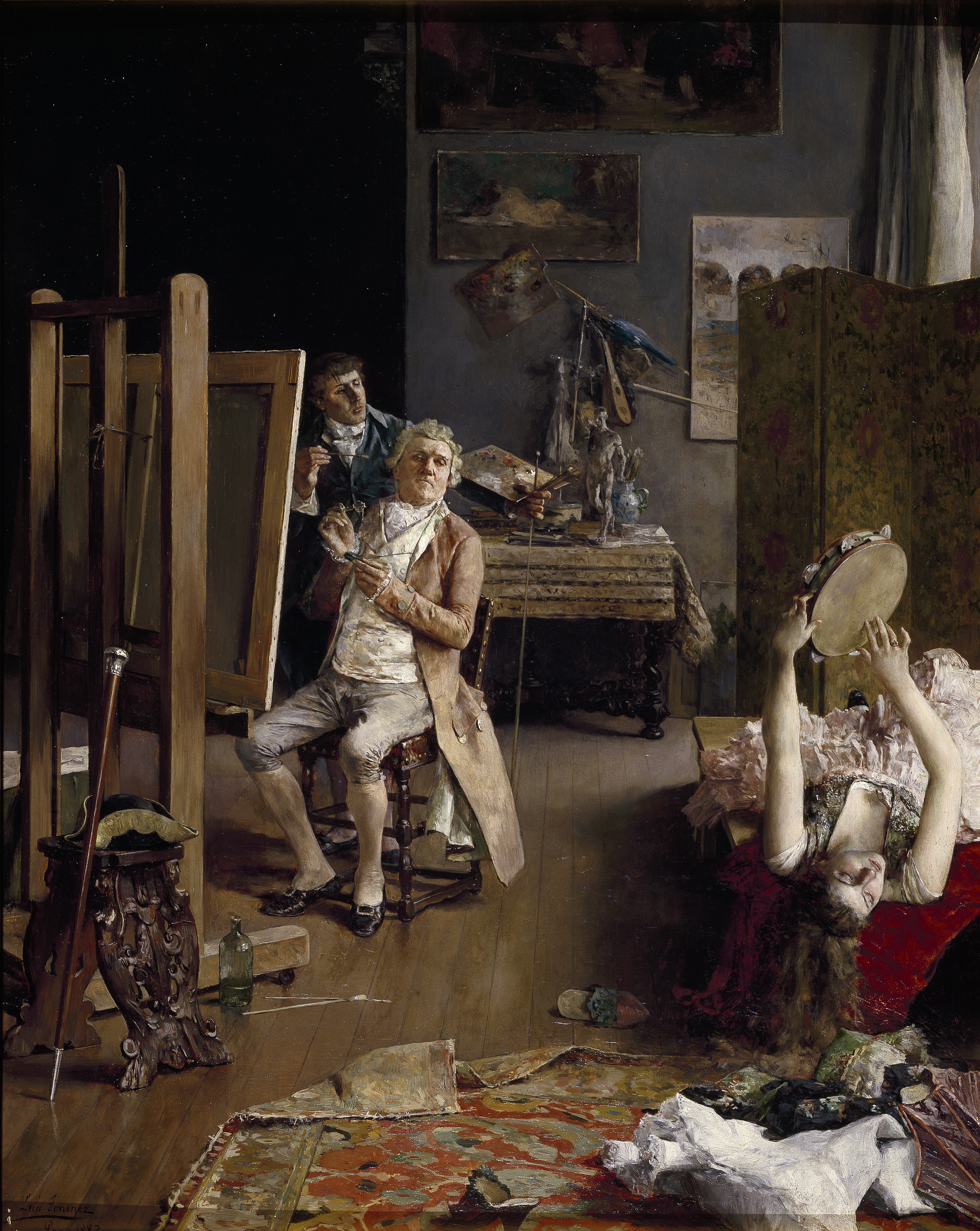
In het atelier van de schilder, 1882, Museo del Prado, Madrid
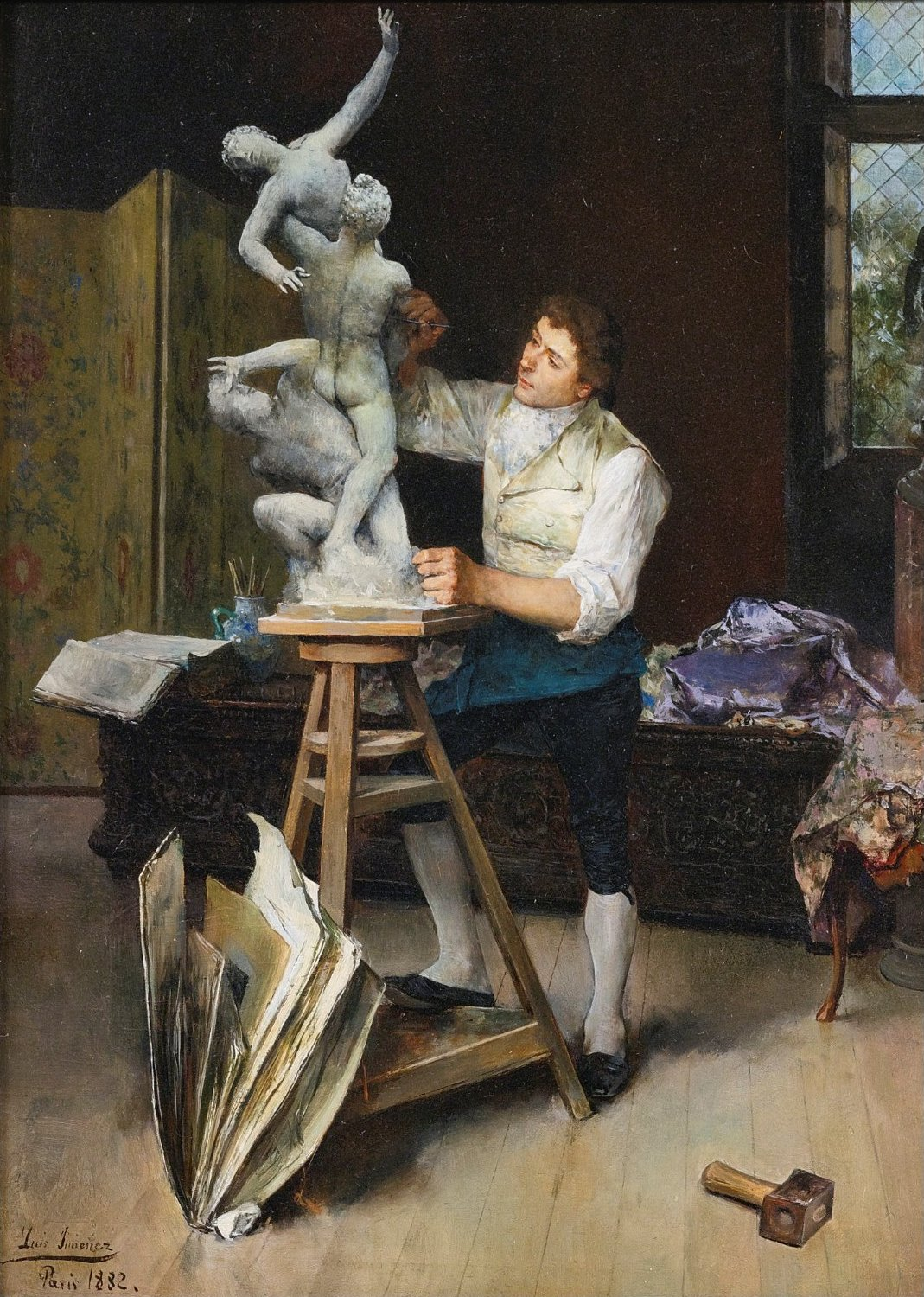
De beeldhouwer, 1882

## Weblinks
- Luis Jiménez y Aranda op de website van Pontoise
- Luis Jiménez y Aranda op Artnet
- Luis Jiménez Aranda op Artcyvlopedia
- Luis Jiménez y Aranda op RKD

- Biblioteca Nacional de España: XX1508835
- Gemeinsame Normdatei: 123269539
- International Standard Name Identifier: 0000 0000 6636 5708
- Library of Congress Control Number: no2017013981
- Nationale Bibliotheek van Tsjechië: xx0261872
- RKD-Nederlands Instituut voor Kunstgeschiedenis: 42296
- Système universitaire de documentation: 204396514
- Union List of Artist Names: 500031366
- Virtual International Authority File: 37821267
- WorldCat: E39PBJj4vqcm9KWC7dYKk7WVYP